# Wodnicha leszczynowa

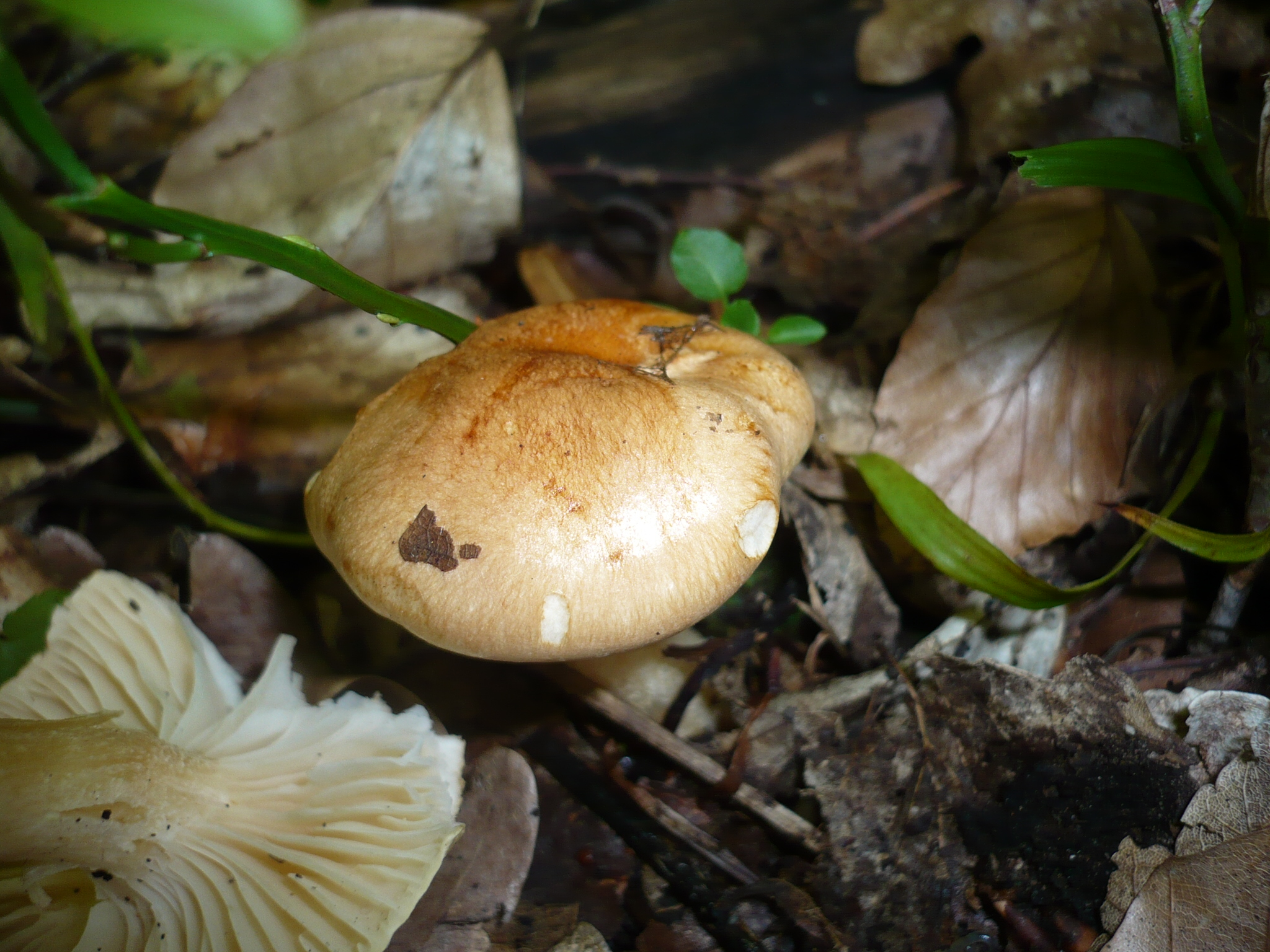

Wodnicha leszczynowa, wodnicha Lindtnera (Hygrophorus lindtneri M.M. Moser) – gatunek grzybów z rodziny wodnichowatych (Hygrophoraceae).

## Systematyka i nazewnictwo
Pozycja w klasyfikacji według Index Fungorum: Hygrophorus, Hygrophoraceae, Agaricales, Agaricomycetidae, Agaricomycetes, Agaricomycotina, Basidiomycota, Fungi.
Synonimy:
- Hygrophorus carpini Gröger 1980
- Hygrophorus lindtneri var. carpini (Gröger) Bon 1989

Nazwę polską zaproponował w 2003 r. Władysław Wojewoda, Barbara Gumińska w 1967 r, opisywała ten gatunek pod nazwą wodnicha Lindtnera.

## Morfologia
Kapelusz
Średnica 2,5–6 cm, za młodu półkulisty, później szeroko rozpostarty z płaskim lub nieco wypukłym szczytem. Brzeg początkowo podwinięty, potem prosty. Powierzchnia w stanie wilgotnym silnie śluzowata, gładka, w stanie suchym jedwabista, na środku kapelusza pomarańczowobrązowa, ku brzegowi jaśniejsza, blado-ochrowo-pomarańczowa.
Blaszki
Słabo zbiegające, dość rzadkie, z blaszeczkami, początkowo bladoochrowe, potem ciemniejsze, z kremowożółtym lub pomarańczowym odcieniem. Ostrza równe.
Trzon
Wysokość 4–10 cm, grubość 0,7–1,5 cm, cylindryczny, czasami zwężający się ku podstawie. Powierzchnia pod kapeluszem oszroniona, w dolnej części śluzowata, blado-ochrowo-pomarańczowa.
Miąższ
Białawy lub z ochrowym odcieniem, nie zmieniający barwy po uszkodzeniu. Bez wyraźnego zapachu, o łagodnym smaku.
Cechy mikroskopijne
Zarodniki 6,5 do 9 × 4,2–6,0 μm, eliptyczne, jajowate, półcylindryczne, czasami sferyczne z dobrze zaznaczonymi dzióbkiem.
Podstawki 32–55 × 6–9 μm, z 4 zarodnikami i sprzążkami u podstawy. We wszystkich strzępkach sprzążki. Często w zarodnikach występuje duża gutula.

## Gatunki podobne
Podobne są wodnicha tarczowata (Hygrophorus discoideus), wodnicha pomarańczowopłowa (Hygrophorus unicolor) oraz niewystępująca w Polsce wodnicha Hygrophorus spodoleucus.

## Występowanie i siedlisko
Wodnicha leszczynowa znana jest tylko w niektórych krajach Europy. W piśmiennictwie naukowym na terenie Polski do 2003 r. notowana tylko na dwóch stanowiskach: w Babiogórskim i Pienińskim Parku Narodowym. Jej rozprzestrzenienie i stopień zagrożenia nie są znane.
Siedlisko: lasy i zarośla liściaste, jak dotąd opisano jej występowanie tylko pod leszczyną pospolitą (Corylus avellana). Owocniki od września do października.